# Kosmocide
Kosmocide – drugi album studyjny polskiej, blackmetalowej grupy Deus Mortem, który ukazał się 28 kwietnia 2019 pod szyldem Malignant Voices.

## Lista utworów
| Nr | Tytuł utworu                   | Długość |
| -- | ------------------------------ | ------- |
| 1. | „Remorseless Beast”            | 5:24    |
| 2. | „The Soul of the Worlds”       | 5:45    |
| 3. | „Sinister Lava”                | 5:31    |
| 4. | „Through the Crown It Departs” | 4:17    |
| 5. | „The Seeker”                   | 6:34    |
| 6. | „Ceremony of Reversion p.2”    | 8:39    |
| 7. | „The Destroyer”                | 6:37    |
|    |                                | 42:47   |